# Hypsipetes moheliensis
El bulbul de Mohéli (Hypsipetes moheliensis) es una especie de ave paseriforme de la familia Pycnonotidae endémica de la isla de Mohéli, en las Comoras.

## Taxonomía
Fue descrito científicamente por el ornitólogo inglés Constantine Walter Benson en 1960, como una subespecie del bulbul picogordo. Posteriormente se consideró una subespecie del bulbul de la Gran Comora, hasta 2011 que empezó a clasificarse como una especie separada.